# Sclerophrys kerinyagae
Espèce
Synonymes
- Bufo kerinyagae Keith, 1968
- Amietophrynus kerinyagae (Keith, 1968)
- Bufo kerinyagae ethiopicae Hulselmans, 1977

Statut de conservation UICN

 LC  : Préoccupation mineure
Sclerophrys kerinyagae est une espèce d'amphibiens de la famille des Bufonidae.

## Répartition
Cette espèce se rencontre entre 1 280 et 3 300 m d'altitude des deux côtés de la vallée du Grand Rift de manière discontinue, :
- dans le centre de l'Éthiopie ;
- dans les hauts plateaux du Kenya ainsi que dans les lacs de Naivasha et d'Elmenteita ;
- dans le Sud-Est de l'Ouganda dans les environs du Mont Elgon ;
- dans le Nord de la Tanzanie en bordure du cratère du Ngorongoro.

## Description
Le mâle holotype mesure 78,3 mm.

## Publication originale
- Keith, 1968 : A new species of Bufo from Africa, with comments on the toads of the Bufo regularis complex. American Museum novitates, no 2345, p. 1-22 (texte intégral).